# نزدیک‌ترین نیای مشترک

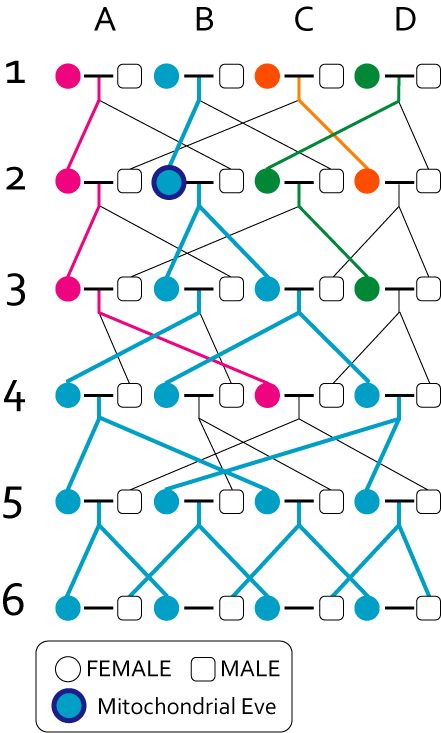
این نمودار مسیر تکاملی توالی mtDNA مادری در جمعیت‌های انسانی را نشان می‌دهد که از طریق آن نزدیک‌ترین نیای مشترک زنانه (میتوکندریایی) شناسایی می‌شود.

در ژنتیک، به پایانی‌ترین موجودی که تمامی اعضای هر مجموعه‌ای از ارگانیسم‌ها از نسب او هستند نزدیکترین نیای مشترک آن گروه می‌گویند. این اصطلاح اغلب در سلسله شناسی انسان کاربرد دارد.
در موارد خاص نزدیکترین نیای مشترک یک مجموعه‌‌ از افراد را می‌توان با رجوع به شجره‌نامه آن گروه تعیین کرد.
اما، به‌طور کلی، شناسایی دقیق نزدیکترین نیای مشترک یک مجموعه‌ از افراد غیرممکن است. با این وجود، اغلب می‌توان از دورهٔ زمانی که نزدیکترین نیای مشترک در آن زندگی می‌کرده‌است برآوردی تعیین کرد. این تخمین‌ها را می‌توان بر اساس تست دی‌ان‌ای و نرخ جهش ژنتیکی به دست آورد.
نزدیکترین نیای مشترک معمولاً برای توصیف یک نیای مشترک بین افراد یک گونه خاص استفاده می‌شود. این اصطلاح همچنین می‌تواند برای توصیف یک جد مشترک بین گونه‌های مختلف مورد استفاده قرار گیرد.
نزدیکترین نیای مشترک همچنین ممکن است برای شناسایی جد مشترک بین مجموعه‌ای از موجودات زنده‌ تنها از طریق مسیرهای ژنی خاص مورد استفاده قرار گیرد مثلاً مسیر مادری یعنی مسیری که در امتداد اجداد مؤنث حرکت می‌کند یا مسیر پدری که فقط در امتداد اجداد مذکر حرکت می‌کند. حوای میتوکندریایی و آدم کروموزوم ایگرگ نمونه‌هایی از چنین کاربردی برای نزدیکترین نیای مشترک هستند. در حال حاضر نزدیکترین نیای مادری مشترک تمام انسان‌ها حدود ۲۰۰ هزار سال پیش در شرق آفریقا زندگی می‌کرده و به حوای میتوکندریایی معروف است. آدم کروموزوم Y هم جدیدترین نیای مشترکِ تمامی انسان‌ها از طرف پدری است و احتمالاً در آفریقا بین ۲۳۷ تا ۵۸۱ هزار سال پیش زندگی می‌کرده‌است. اما نزدیکترین مادر مشترک تمام انسان‌ها را (هم از مسیر مونث و هم از مسیر مذکر) در زمانی بسیار نزدیکتر حتی قبل از پنج هزار سال پیش می‌توان یافت.

## نزدیکترین نیای مشترک همهٔ انسان‌های زنده
ردیابی اصل و نسب یک شخص در گذشته یک درخت دودویی تشکیل می‌دهد شامل پدر و مادر، پدربزرگ و مادربزرگ، پدرجد و مادرجد و غیره. با این حال، تعداد افراد در چنین درختی از نیاکان رشد تصاعدی خواهد کرد و در نهایت تبدیل به تعدادی غیرممکن خواهد شد. به عنوان مثال، یک فرد زندهٔ امروزی، ۳۰ نسل پیش از این (که حدود قرون وسطی می‌شود) ۲۳۰ یا حدود ۱.۰۷ میلیارد جد می‌بایست داشته باشد، که بیش از کل جمعیت جهان در آن زمان است.
اما در واقعیت، درخت نیاکان  درخت دودویی نیست. بلکه پدیده‌ای به نام ادغام نسب‌ها درخت دودویی را به یک  گراف جهت دار غیر مدور تبدیل می‌کند.
تشکیل نسل به نسل گراف نیاکان تمامی مردمان زندهٔ امروزی را در نظر بگیرید. با مردم زندهٔ بدون فرزند در کف نمودار شروع کنید. اضافه کردن پدر و مادر همه‌ٔ آن افراد به بالای گراف باعث متصل شدن خواهر و برادر‌ها از طریق دو نقطه اشتراک (که پدر و مادر آن‌ها باشد) خواهد شد (در مورد نیمه خواهر برادرها یک نقطه اشتراک به دست می‌آید). اضافه کردن نسل بعدی (پدر بزرگ و مادر بزرگ‌ها) تمام عموزاده‌ها (در معنای عام) را به هم متصل خواهد کرد. همانطور که هر کدام از نسل‌های پیشین به بالای گراف اضافه می‌شوند، ارتباط بین مردم بیشتر و بیشتری در گراف برقرار می‌شود. در نهایت به نسلی می‌رسیم که یک یا چند نفر از بسیار افرادی که در بالاترین سطح گراف قرار دارند نزدیکترین نیای مشترک هستند، به‌طوری‌که این امکان وجود دارد که از این افراد خطوطی مستقیم متشکل از نوادگان‌شان به تمامی اشخاص زنده امروزی در کف گراف کشید.
بنابراین نزدیکترین نیای مشترک تمامی اشخاص زندهٔ امروزی می‌توانسته‌اند هم زمان با عدهٔ زیادی از دیگر انسان‌ها زندگی‌ کرده‌باشد. اکثر آن دیگر مردمان یا هیچ نوادگان زنده‌ای امروز به جا نگذاشته‌اند یا نیای تنها زیر مجموعه‌ای از مردم زنده امروزی هستند. وجود نزدیکترین نیای مشترک بنابراین دلالت بر وجود گلوگاه جمعیت یا زوج اولین نمی‌کند.
این اشتباه است که فرض کنیم که نزدیکترین نیای مشترک همهٔ ژن‌های خود (و یا حتی هیچ ژن خاصی) را به تمامی افراد زندهٔ امروزی رسانده است. در اثر تولید مثل جنسی، در هر نسلی، هر پدر و مادری تنها نیمی از ژن‌های خود را به هر یک از اولاد نسل بعدی منتقل می‌کنند. به جز در مورد تزویج خانوادگی، درصد ژن‌های به ارث رسیده از نزدیکترین نیای مشترک به نسل‌های بعدی کوچکتر و کوچکتر می‌شود، تا جایی که سرانجام به صفر می‌گراید، و ژن‌های به ارث رسیده از معاصران نزدیکترین نیای مشترک با هم در هم ادغام می‌شوند.

## آخرین نیای مشترک گونه های مختلف
پروژه توصیف کامل از فیلوژنی گونه های بیولوژیکی با عنوان "درخت زندگی" لقب گرفته است که شامل تخمین زمانی از تمام رویدادهای گمانه زنی زده شناخته شده است. به عنوان مثال، تخمین زده می شود که نزدیک ترین نیای مشترک همه گوشت‌خوارسانان (به عنوان مثال نزدیک ترین نیای مشترک "گربه ها و سگ ها") به ترتیب حدود 42 میلیون سال پیش زندگی می کرده اند (میاسیدها که نمونه ای از گوشت‌خواران بدوی منقرض شده هستند).
مفهوم آخرین جد مشترک از منظر تکامل انسان برای مخاطبان، در داستان محبوب نیاها توسط ریچارد داوکینز (2004) تشریح شده است. داوکینز "کانسستورهایی" از رده های بشری را با توجه به افزایش سن، هومینین (انسان-شامپانزه) ، هومیناین (انسان-گوریل) ، هومینید (انسانی-اورانگوتان) ، هومینوئید (انسان-گیبون) و مواردی از این دست را در 40 سطح از لیست قرار می دهد که در آخر هم به آخرین اجداد جهانی (باکتریهای انسان) می رسیم.

## نزدیک ترین نیای مشترک جمعیت شناخته شده توسط یک مشخصه ژنتیکی
همچنین احتمال اینکه ژن های فردی (یا گروهی از ژن ها، هاپلوتیپ ها) را به جای ارگانیسمی به جای کل را در نظر گرفت.نظریه بهم آمیخته (Coalescent) به شرح مدلی تصادفی از چگونگی نادیده گرفتن اینگونه نشانگرهای ژنتیکی را به تاریخ یک جمعیت، می پردازد. 
برخلاف ارگانیسم ها، یک ژن از نسلی از ارگانیسم ها به نسل دیگر یا کاملا مشابه به خود آن یا با کمی جهش نسبی منتقل می شود.

### نزدیک ترین نیای مشترک نسب پدری و نسب مادری
دی ان ای میتوکندریایی (mtDNA) برخلاف دی ان ای هسته ای، تقریبا در مقابل آمیخته شدن جنسی مقاوم می باشد. دی ان ای هسته ای که کروموزوم هایش در میراث مندلی اصلاح و تنظیم می شوند.  
از این رو ، از جدیدترین اجداد مشترک همه انسانها از طریق مسیر دی ان ای میتوکندریایی می توان برای ردیابی نسب مادری و یافتن حوای میتوکندریایی (که به عنوان حوای آفریقایی نیز شناخته می شود)، استفاده شود. (حوای میتوکندریایی در ژنتیک انسانی، به جدیدترین نیای مشترک تمام انسان‌های امروزی از طرف مادری می‌گویند.)

### زمان برای تخمین نزدیک ترین نیای مشترک
تخمین زده می شود که نزدیک ترین نیای مشترک گونه های مختلف در دوره های زمانی مختلف زندگی می کرده اند. زمان تخمینی نزدیک ترین نیای مشترک نیز به نوع نزدیک ترین نیای مشترک بستگی دارد. نزدیک ترین نیای مشترک نسب پدری و نسب مادری (حوای میتوکندریایی و آدم Y کروموزومی) توسط یک تک ژن ردیابی می شوند، بنابراین زمان برای تخمین نزدیک ترین نیای مشترک بر اساس نتایج آزمایش دی ان ای محاسبه می شود و میزان جهش نیز مطابق با سلسله شناسی ژنتیکی تعیین می شود . زمان تخمینی نزدیک ترین نیای مشترک ژنتیکی کلیه انسانهای زنده بر اساس مدلهای غیر ژنتیکی، ریاضیاتی و شبیه سازی شده رایانه محاسبه می گردد.

## زمان برای تخمین نزدیک ترین نیای مشترک از طریق مشخصه های ژنتیکی
دی ان ای میتوکندریایی می تواند به عنوان ردپایی محسوب شود که از اجداد گروهی از جمعیت به جای مانده است. در این صورت، جمعیت ها با تجمع جهش ها بر روی دی ان ای میتوکندریایی تعریف می شوند و درختان مخصوصی برای جهش ها و ترتیب آنها در هر جمعیت ایجاد می شود.

### زمان برای تخمین نزدیک ترین نیای مشترک همه انسانهای زنده
سن نزدیک ترین نیای مشترک همه انسانهای زنده نامعلوم می باشد اما قطعا باید جوان تر از سن نزدیک ترین نیای مشترک نسب پدری یا مادری باشد که سن هر کدام از آنها حدود 100،000 و 200،000 سال تخمین زده می شود.